# Gheorghe Brașovschi
Gheorghe Brașovschi (n. 11 noiembrie 1964, Sîngerei, URSS) este un agronom și om politic din Republica Moldova, deputat în legislatura a XXI-a a Parlamentului Republicii Moldova, ales pe circumscripția nr. 12 Sîngerei din partea Partidului Democrat. Ulterior a trecut de două ori în alte grupuri parlamentare: mai întâi la „Pro Moldova”, apoi la „Pentru Moldova”.

## Studii
În 1982-1987, Gheorghe Brașovschi a fost student la facultatea Horticultură a Universității Agrare din Moldova, calificându-se ca agronom. A făcut studii de masterat în 2003-2006 la Academia de Administrare Publică de pe lângă Președintele Republicii Moldova, obținând specializarea Administrare publică.

## Carieră
Înainte de a fi admis la studii, Brașovschi a lucrat o scurtă perioadă (1981-1982) la fabrica de vin din Sîngerei. După absolvire, a fost agronom la Gospodăria agricolă s. Rădoaia (1987-2000) și șef al fabricii de conserve din Sîngerei (2000-2003).
Brașovschi este și președinte al asociației raionale de fotbal din Sîngerei.

### Activitate politică
Gheorghe Brașovschi a fost simpatizant al Partidului Comuniștilor din Republica Moldova, regăsindu-se pe lista națională a acestui partid la alegerile din 2009. Ulterior, în același an, s-a alăturat Partidului Democrat din Moldova (PDM).
A fost ales primar al orașului Sîngerei în 2003 și a servit în această funcție timp de două mandate, până în 2011. Politicianul a intrat pentru prima dată în componența Parlamentului în legislatura a XIX-a, în urma depunerii mandatului de către un coleg din PDM. La sfârșitul acelui mandat, în 2015, Brașovschi a participat din nou la alegerile locale din Sîngerei și a devenit iar primar, până în 2019. La alegerile parlamentare din februarie 2019, a fost candidatul PDM pe circumscripția nr. 12 Sîngerei și, obținând cele mai multe voturi, și-a asigurat un loc în Parlament.
La 28 februarie 2020, Brașovschi a anunțat că părăsește fracțiunea PDM și se alătură noului grup parlamentar „Pro Moldova”. El a fost primul deputat care s-a alăturat grupului de șase deputați, și ei ex-PDM, după formarea acestuia la 19 februarie.
În același an, la 29 noiembrie, deputatul și-a schimbat din nou apartenența politică, trecând la „Pentru Moldova”, grup parlamentar în care majoritatea membrilor sunt deputați ai Partidului Șor.

## Viață personală
Gheorghe Brașovschi este căsătorit și are doi copii. Cunoaște limbile română, rusă și franceză. Este maestru în sport (judo) și s-a declarat pasionat de pescuit, vânătoare și colecționarea păsărilor exotice vii.